# Armin Pinggera

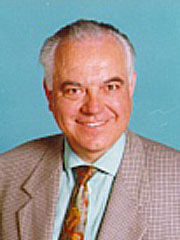
Armin Pinggera

Armin Pinggera (* 10. Mai 1944 in Dornbirn) ist ein Südtiroler Jurist und Politiker.

## Biographie
Pinggera wuchs in St. Valentin auf der Haide im Vinschgau auf und besuchte das Gymnasium der Abtei Marienberg. Nachdem er in Bozen seine Maturaprüfung abgelegt hatte, studierte er an der Universität Florenz Rechtswissenschaften. Anschließend nahm er seine berufliche Tätigkeit als Rechtsanwalt auf.
Politisch engagierte er sich jahrelang für die Südtiroler Volkspartei (SVP) in der Kommunalpolitik, von 1979 bis 2006 stand er der Ortsgruppe Schlanders als Obmann vor. Bei den italienischen Parlamentswahlen 1996 konnte er im Einerwahlkreis Meran ein Mandat für den Senat erringen, das er bis zum Ende der Legislaturperiode 2001 innehatte.